# Шахтебих
Шахтебих (нем. Schachtebich) — община в Германии, в земле Тюрингия. 
Входит в состав района Айхсфельд. Подчиняется управлению Ханштайн-Рустеберг.  Население составляет 263 человека (на 31 декабря 2010 года). Занимает площадь 3,79 км².